# Acre (Lancashire)
Acre – wieś w Anglii, w hrabstwie Lancashire, w dystrykcie Rossendale. Leży 29 km na północ od miasta Manchester i 287 km na północny zachód od Londynu.